# Vaprio d'Agogna
Vaprio d'Agogna är en ort och kommun i provinsen Novara i regionen Piemonte i Italien. Kommunen hade 992 invånare (2018).